# Рудкін Пилип Микитович
Пили́́п Мики́́тович Ру́́дкін (27 листопада 1893 — 12 жовтня 1954) — радянський воєначальник, генерал-майор танкових військ (07.06.1943). Герой Радянського Союзу (1943).

## Життєпис
Народився 27 листопада 1893 року в селі Чорна Сосна, нині Мстиславського району Могильовської області Білорусі, в селянській родині. Білорус. Член РСДРП з 1914 року.

### Перша світова війна
У жовтні 1915 року призваний до Російської імператорської армії, пройшов курс військової підготовки у 16-му Сибірському запасному батальйоні.
Учасник Першої світової війни у складі 551-го піхотного полку 138-ї піхотної дивізії Західного фронту.
Активний учасник революційних подій, з листопада 1917 року — вибірний командир-комісар 138-ї піхотної дивізії.

### Громадянська війна в Росії
У лавах РСЧА з травня 1918 року. Учасник Громадянської війни в Росії, воював на Західному і Північному фронтах: комісар загону військ ВЧК (з травня 1918 р.); командир бригади військ ВЧК (з грудня 1918 р.); помічник надзвичайного військового комісара Північного фронту (з червня 1919 р.). З листопада 1919 року — інспектор військ ВЧК у Москві.

### Міжвоєнний період
Після закінчення Громадянської війни тривалий час обіймав посаду інспектора військ ВЧК-ОДПУ-НКВС. З листопада 1926 року — начальник особливої частини НКВС у Москві, військовий інспектор військ ОДПУ в Ленінградській області, старший інспектор транспортного відділу ОДПУ СРСР.
У 1937 році закінчив Військову академію механізації і моторизації РСЧА. З листопада 1937 року — начальник відділу озброєнь військ НКВС України і Криму. У жовтні 1938 року вийшов у запас за вислугою років.
Вдруге призваний на військову службу у січні 1940 року й призначений начальником відділення автотракторнорго транспорту НКВС СРСР.

### Німецько-радянська війна
Учасник німецько-радянської війни з вересня 1941 року: начальник відділу автобронетанкового управління Карельського фронту. З червня 1942 року — заступник начальника Сталінградського навчального легкобронетанкового центру, учасник Сталінградської битви. З серпня 1942 року — командир 215-ї танкової бригади в Московському військовому окрузі.
З листопада 1942 року — командир 179-ї окремої танкової бригади на Південному та Південно-Західному фронтах.
Протягом червня — серпня 1943 року командував 7-м гвардійським танковим корпусом 3-ї гвардійської танкової армії на Брянському і Центральному фронтах. Усунутий з посади «як такий, що не справився з роботою командира корпусу».
З серпня 1943 року — командувач Тамбовським танковим військовим табором. З січня по липень 1944 року — командир 11-го танкового корпусу на 1-му Українському і 1-му Білоруському фронтах.
З серпня 1944 року й до кінця війни — заступник командувача БТіМВ 3-го Білоруського фронту.

### Повоєнний час
Після закінчення війни продовжив військову службу. З червня 1945 року — заступник командувача БТіМВ Барановицького військового округу. З грудня 1945 року перебував у розпорядженні головнокомандувача сухопутними військами. З червня 1946 року по березень 1947 року — старший інспектор бронетанкових і механізованих військ Інспекції сухопутних військ. З серпня 1947 року — командувач БТіМВ 3-ї ударної армії. З червня 1950 року — командувач БТіМВ Південно-Уральського військового округу.
У листопаді 1952 року генерал-майор танкових військ П. М. Рудкін вийшов у запас. Мешкав у Москві, де й помер 12 жовтня 1954 року. Похований на Введенському кладовищі.

## Нагороди
Указом Президії Верховної Ради СРСР від 31 березня 1943 року «за зразкове виконання бойових завдань командування на фронті боротьби з німецькими загарбниками та виявлені при цьому відвагу і героїзм», полковникові Рудкіну Пилипу Микитовичу присвоєно звання Героя Радянського Союзу з врученням ордена Леніна і медалі «Золота Зірка» (№ 949).
Нагороджений трьома орденами Леніна, двома орденами Червоного Прапора, орденом Кутузова 2-го ступеня (02.01.1945) і медалями.